# Чемпионат мира по спортивному ориентированию 2021
Чемпионат мира по спортивному ориентированию 2021 (англ. Nokian Tyres World Orienteering Championships 2021) — 38-й чемпионат мира, который пройдет с 3 июля по 10 июля 2021 года в городе Доксы, Чехия. Чемпионат мира по спортивному ориентированию пройдет в Чехии уже в четвертый раз. Самый первый чемпионат мира в Чехии состоялся в Старых Сплавах в 1972 году. Там  в окрестностях города Доксы состоится и предстоящий чемпионат. Лучшие ориентировщики вернутся в этот регион с 3 по 10 июля 2021 года, то есть почти 50 лет спустя. Эти соревнования будут проходить в Йизерских горах и Кокоржинско.

## Программа соревнований
| 03.07.2021 | Суббота     | Модельная тренировка                   |  |
| 04.07.2021 | Воскресенье | Церемония открытия                     |  |
| 05.07.2021 | Понедельник | Средняя дистанция квалификация         |  |
| 06.07.2021 | Вторник     | Средняя дистанция финал                |  |
| 07.07.2021 | Среда       | День отдыха                            |  |
| 08.07.2021 | Четверг     | Эстафета                               |  |
| 09.07.2021 | Пятница     | Длинная дистанция и церемония закрытия |  |

## Результаты

#### Мужчины
| Дата       | Золото | Серебро | Бронза | Дисциплина        |
| ---------- | ------ | ------- | ------ | ----------------- |
| 06.07.2021 |        |         |        | Средняя дистанция |
| 09.07.2021 |        |         |        | Длинная дистанция |

#### Женщины
| Дата       | Золото | Серебро | Бронза | Дисциплина        |
| ---------- | ------ | ------- | ------ | ----------------- |
| 06.07.2021 |        |         |        | Средняя дистанция |
| 09.07.2021 |        |         |        | Длинная дистанция |

#### Эстафета
| Дата       | Золото   | Серебро  | Бронза   |
| ---------- | -------- | -------- | -------- |
| 08.07.2021 | 1. 2. 3. | 1. 2. 3. | 1. 2. 3. |